# Erich Bührig
Erich Bührig (* 20. Januar 1896 in Braunschweig; † 2. Oktober 1959 in Düsseldorf) war ein deutscher Gewerkschaftsfunktionär, Politiker und Widerstandskämpfer gegen das NS-Regime.

## Leben
Bührig besuchte acht Jahre die Volksschule in Braunschweig. Von 1910 bis 1914 erlernte er das Bauschlosserhandwerk. Im Juni 1913 wurde Bührig Mitglied des Deutschen Metallarbeiter-Verbandes (DMV). Anfang Februar 1914 trat er der SPD bei. Nach der Ausbildung war Bührig in verschiedenen Betrieben als Schlosser tätig. Bald fand er einen Arbeitsplatz bei der „Kaiserlichen Werft“ in Danzig, wo er sich an den Januarstreiks 1918 beteiligte und anschließend zum Kriegsdienst eingezogen wurde.
In den Jahren von 1919 bis 1921 übernahm Bührig einen Redakteursposten bei der SPD-nahen Memeler Volksstimme. 1921 bis 1923 war er hauptamtlicher Sekretär des Gewerkschaftskartells der ADGB-verbände im Memelgebiet. Von 1923 bis 1925 bekleidete Bührig die Funktion eines Ersten Bevollmächtigten und Geschäftsführers in der DMV-Verwaltungsstelle Peine. Von 1926 war er in gleicher Funktion für den DMV in Bochum tätig. Zeitweise war er dort auch Vorstandsmitglied des ADGB-Ortsausschusses und Mitglied verschiedener Tarifkommissionen. Außerdem war Bührig einige Zeit Richter beim Landesarbeitsgericht Dortmund.
Ab 1929 übernahm Bührig die Leitung der „Abteilung Arbeitsrecht und Betriebsrätefragen“ beim DMV-Hauptvorstand in Berlin. In dieser Funktion arbeitete er eng mit Ernst Fraenkel zusammen. Zudem war Bührig Dozent der DMV-Wirtschaftsschule in Bad Dürrenberg.
Nach der Machtübernahme der Nationalsozialisten wurde Bührig im Zusammenhang mit der Zerschlagung der ADGB-Verbände am 2. Mai 1933 erwerbslos. Ab Sommer 1933 engagierte er sich in illegalen Zirkeln des ehemaligen DMV im Widerstand gegen das NS-Regime. Bührig war 1933/34 Mitglied der „Illegalen Reichsleitung“ der Gewerkschaften. Unter anderem arbeitete er dabei sehr eng mit Alwin Brandes und Heinrich Schliestedt zusammen. Bührig wurde in den Jahren 1934 bis 1938 nachweislich von der Gestapo intensiv überwacht, die ihn verdächtigte ein aktives Mitglied des illegalen gewerkschaftlichen Widerstandes zu sein.
Am 4. Juli 1939 wurde Bührig von der Gestapo verhaftet. Er kam in das KZ Sachsenhausen, wo er für eineinhalb Monate blieb. Danach überstellten ihn die NS-Verfolger in das Untersuchungsgefängnis in Berlin-Moabit. 1940 wurde er wegen „Vorbereitung zum Hochverrat“ wegen „illegaler Gewerkschaftsarbeit“ angeklagt. Im Gegensatz zum Mitangeklagten Richard Barth waren Bührig die Vorwürfe jedoch nicht nachweisbar. Er wurde am 4. Oktober 1940 aus der Haft entlassen und soll seine Widerstandsarbeit in kleineren Kreisen aus ihm gut bekannten Metallarbeitern bis Kriegsende fortgesetzt haben.
Nach dem Ende des Zweiten Weltkrieges engagierte sich Bührig beim Neuaufbau der Gewerkschaften in Berlin. Zunächst war er Vorstandsmitglied des Verbandes der Metallarbeiter von Groß-Berlin. Ebenso beteiligte er sich am Neuaufbau der SPD in Berlin. Von Juni bis November 1946 gehörte Bührig der SED an. Im Februar 1946 war er zudem Mitglied des geschäftsführenden FDGB-Vorstandes von Groß-Berlin und in der Sowjetischen Besatzungszone (SBZ). Doch bald ging er auf zunehmende Distanz zur SED und zum FDGB. Im August 1946 war Bührig als Vertreter der Industriegewerkschaft Metall Berlin Teilnehmer des Gründungsverbandstages des Industrieverbandes Metall Württemberg-Baden in Stuttgart. Dort knüpfte er einen engen Kontakt zu Walter Freitag, der ihn motivierte, nach Hagen zu ziehen.
Ab Ende 1946 war Bührig Mitglied der IG Metall-Bezirksleitung in Hagen. Er trat wieder in die SPD ein. Ab Ende Februar 1947 gehörte Bührig dem Vorstand der IG Metall in der Britischen Besatzungszone (BBZ) an. Beim Gründungskongress des Deutschen Gewerkschaftsbundes (DGB) am 14. Oktober 1949 wurde Bührig Vorstandsmitglied des DGB. Unter anderem leitete er danach die Hauptabteilung Arbeitsrecht des Gewerkschaftsdachverbandes. Im Oktober 1952 schied er aus dem Vorstand aus. Von Mai 1953 bis 1959 war Bührig als Arbeitsrechtler für das Wirtschaftswissenschaftliche Institut der Gewerkschaften in Köln tätig.
Von 1956 bis zu seinem Tod war Bührig Vorsitzender des SPD-Unterbezirks Düsseldorf. In der Partei übernahm er eine Reihe an Funktionen auf bezirklicher Ebene.